# Segomo
Na religião gálico-romana, Segomo ("vitorioso, único poderoso") era um deus da guerra cultuado na Gália. Em tempos romanos era igualado a Marte e Hércules. Pode estar relacionado à Cocidius, um deus similar cultuado na Britânia. É comumente associado à águia ou ao falcão.[carece de fontes?]. O nome do lendário Alto Rei da Irlanda Nia Segamain, traduzido como "filho da irmã ou campeão de Segamon", pode estar relacionado a ele.